# العلاقات السعودية الفرنسية
تشير إلى العلاقات الثنائية بين المملكة العربية السعودية و الجمهورية الفرنسية، و هي علاقات لا تقتصر على الجانب السياسي فحسب، بل تمتد لتشمل التعاون العلمي و الاقتصادي، و الصحي، و الثقافي، حيث تعد الشراكة السعودية الفرنسية تاريخية.

## نبذة تاريخية

### نظرة عامة
كانت فرنسا سباقة بالاعتراف بحكم جلالة ملك الحجاز و سلطان نجد و مُلحقاتها عبد العزيز آل سعود خلال عام 1345ھ 1926م، و أرسلت فرنسا قنصلاً مكلفاً بالأعمال الفرنسية لدى المملكة عام 1348ھ 1929م، ثم عٌقدت معاهدة «الجزيرة» بين المملكة وبين الجمهورية الفرنسية خلال عام 1350ھ 1931م. و عقب إعلان توحيد المملكة عام 1351ھ 1932م، كانت فرنسا من أوائل الدول التي أقامت علاقات دبلوماسية مع السعودية، وأنشأت أول بعثة دبلوماسية في مدينة جدة عام 1355ھ 1936م. و لقد دخلت العلاقات السعودية الفرنسية مرحلة جديدة متميزة و مستمرة إلى الآن عقب الزيارة التاريخية لجلالة الملك الفيصل إلى فرنسا عام 1386ھ 1967م، و المحادثات المكثفة التي أجراها مع الرئيس الفرنسي آنذاك شارل ديغول، و التي نجم عنها ترسيخ العلاقات بين البلدين على أساس الاحترام المتبادل و التعاون في كافة المجالات بما يحقق المصالح المشتركة للشعبين السعودي و الفرنسي. ثم تعززت العلاقات بين البلدين لاحقاً، و زادت من متانتها العلاقات المميزة التي ربطت بين خادم الحرمين الشريفين الملك الراحل فهد بن عبد العزيز آل سعود ثم خادم الحرمين الشريفين الملك الراحل عبد الله بن عبد العزيز آل سعود مع رؤساء فرنسا السابقين الرئيس فرانسوا ميتران، و الرئيس جاك شيراك، و الرئيس نيكولا ساركوزي، ثم مع الرئيس الفرنسي السابق فرانسوا هولاند، و الرئيس الحاليّ إيمانويل ماكرون.

### الاتفاقيات الثنائية
هذه قائمة بأهم الاتفاقيات الثنائية الموقعة بين المملكة و فرنسا
1. اتفاقية التعاون الثقافي و الفني 7/7/1963م و 9/11/1983م
2. اتفاقية التعاون الاقتصادي 24 يوليو 1975م
3. اتفاقية الإعفاء الضريبي 18 فبراير 1982م
4. اتفاقية التعاون والمساعدة العسكرية 9 أكتوبر 1982م
5. اتفاقية التعاون في مجال الشرطة 3 أغسطس 1985م
6. اتفاقية التعاون في مجالات الشباب والرياضة 6 يناير 1987م
7. اتفاقية تشجيع وحماية الاستثمارات 26 يونيو 2002م
8. اتفاقية في شأن المشاورات السياسية الثنائية 13 يناير 2008م
9. اتفاقية للتعاون في مجال الأمن الداخلي والدفاع المدني 13 يناير 2008م
10. اتفاقية التعاون في مجال التعليم العالي والبحث العلمي 13 يناير2008م
11. اتفاقية التعاون في مجال الاستخدامات النووية السلمية 11 فبراير 2011م
12. اتفاقية التعاون في المجال الصحي 30 ديسمبر 2013م

### قوائم السفراء

#### قائمة سفراء المملكة لدى فرنسا
هذه قائمة برؤساء البعثة الدبلوماسية للمملكة في فرنسا منذ عام 1371ھ 1952م
1. الدكتور رشاد فرعون ‹سفير› 1952م
2. صاحب السمو الملكي الأمير طلال بن عبد العزيز آل سعود ‹سفير› 1955م
3. الدكتور رشاد فرعون ‹سفير› 1963م
4. الأستاذ مدحت شيخ الأرض ‹سفير› 1966م
5. الأستاذ محمد علي رضا  ‹سفير› 1972م
6. الأستاذ جميل الحجيلان ‹سفير› 1976م
7. الأستاذ فيصل الحجيلان ‹سفير› 1996م
8. الدكتور محمد بن إسماعيل آل الشيخ  ‹سفير› 2003م
9. الدكتور خالد بن محمد العنقري اعتبارا من 8 محرم 1437ھ 22/10/2016م
10. الأستاذ فهد بن معيوف الرويلي (سفير) اعتبارا من 30 / 12/ 2020م

### الزيارات المتبادلة
يشمل الزيارات الرسمية المتبادلة بين البلدين

#### سجل زيارات الملوك السعوديون لفرنسا
1. الملك السعودي الراحل فيصل بن عبد العزيز آل سعود خلال أعوام 1926م و 1932م و 1967م حيث قام الملك الراحل بزيارة رسمية إلى باريس تم خلالها اللقاء التاريخي مع الرئيس الفرنسي الراحل شارل ديغول و هي الزيارة التي دشنت عهداً جديداً من العلاقات بين المملكة و فرنسا. و كانت الزيارة الأخيرة خلال عام 1970م في عهد الرئيس جورج بومبيدو.
2. الملك السعودي الراحل خالد بن عبد العزيز آل سعود في عامي 1978م و 1981م.
3. خادم الحرمين الشريفين الملك السعودي الراحل فهد بن عبد العزيز آل سعود خلال أعوام 1975م و 1976م و 1984م  و 1987م و 1989م.
4. خادم الحرمين الشريفين الملك السعودي الراحل عبد الله بن عبد العزيز آل سعود خلال أعوام 1985م و 1998م، و 2001م، و 2003 و 2005م، و 2007م.
5. خادم الحرمين الشريفين الملك السعودي الحاليّ سلمان بن عبد العزيز آل سعود 2014

#### سجل زيارات الرؤساء الفرنسيين للمملكة
1. الرئيس الفرنسي الأسبق جيسكار ديستان ‹1979م›
2. الرئيس الفرنسي الراحل فرانسوا ميتران خلال عامي 1981م و 1990م
3. الرئيس الفرنسي الأسبق جاك شيراك خلال أعوام 1997م و 2001م، و 2005م و 2006م.
4. الرئيس الفرنسي الأسبق نيكولا ساركوزي خلال أعوام 2008م و 2008م، و 2009م.
5. الرئيس الفرنسي السابق فرانسوا هولاند
6. الرئيس الفرنسي الحاليّ إيمانويل ماكرون